# Zent Mörlenbach

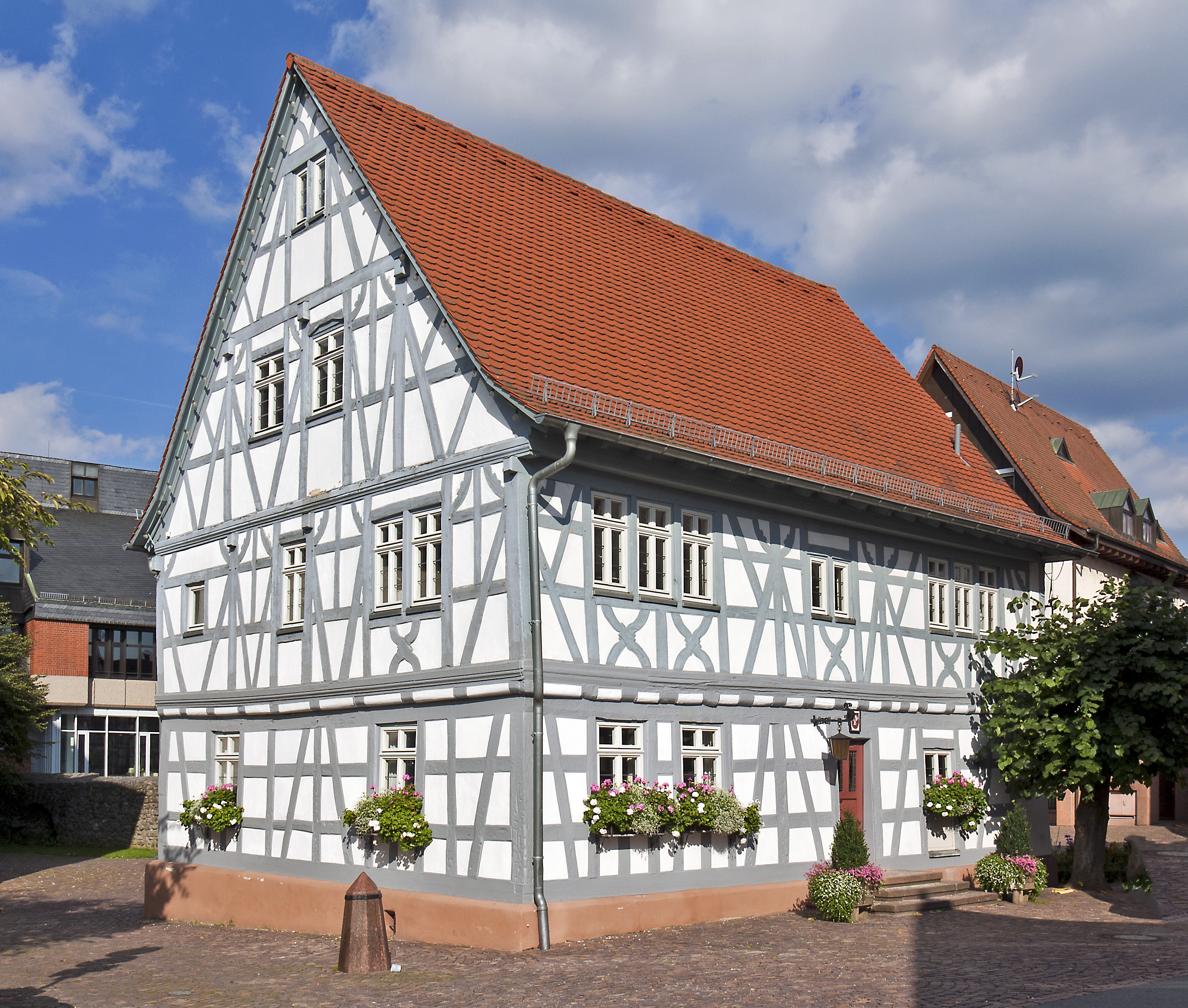
Als Mörlenbacher Rathaus diente ein im 17. Jh. veränderter Fachwerkbau, der nach einer Inschrift im Türrahmen im Jahr 1504 entstanden ist.

Die Zent Mörlenbach (oder Mörlenbacher Zent) ist ein historischer Verwaltungsbezirk im Odenwälder Weschnitztal, der sich im frühen Mittelalter herausbildete und, mit Funktionsänderungen, bis zum Ende des Kurfürstentums Mainz 1803 bestand. Das Gebiet entspricht ungefähr der Gemarkungsfläche der 1970/71 entstandenen Großgemeinde Mörlenbach.

## Die Zent im Lorscher Reichsklosterbezirk
Eine über das Odenwälder Weschnitztal verbreitete Besiedlung ist erst seit der fränkischen Zeit belegt. Die Bergstraße dagegen wurde schon früh ein Zentrum der seit dem 5. Jahrhundert vordringenden Franken und Heppenheim, 755 beurkundet, war damals Mittelpunkt einer Mark, die Karl der Große im Jahre 773 dem Reichskloster Lorsch übergab. Der Verwaltungsbezirk umfasste das ganze Gebiet zwischen Lorsch, Zwingenberg, Neunkircher Höhe, Weschnitz östlich Fürths, Beerfelden, Gorxheimer Tal, Weinheim und Hüttenfeld. Zur Schenkung gehörte also auch ein Großteil des vermutlich kaum besiedelten Odenwaldes (Waldmarken). Eine der Aufgaben des Klosters war es, die Anlage von landwirtschaftlichen Großfamilienbetrieben zur Stärkung der Wirtschaftskraft und der Steuereinnahmen des fränkischen Reiches zu organisieren. In diesem Zusammenhang erfolgte erstmals die Dokumentation der Weschnitztalgemeinden Hammelbach, Fürth (Furte), Rimbach (Rintbach), Mörlenbach (Morlenbach), Birkenau (Birkenowa) im Lorscher Urkundenbuch von 795. Die späteren Erwähnungen von Liebersbach, Zotzenbach (877), Mumbach (1130), Bonsweiher(1320), Klein-Breitenbach, Weiher, Vöckelsbach (jeweils 1369) deuten auf eine Ausdehnung des Besiedlungsraumes in die Seitentäler hin.

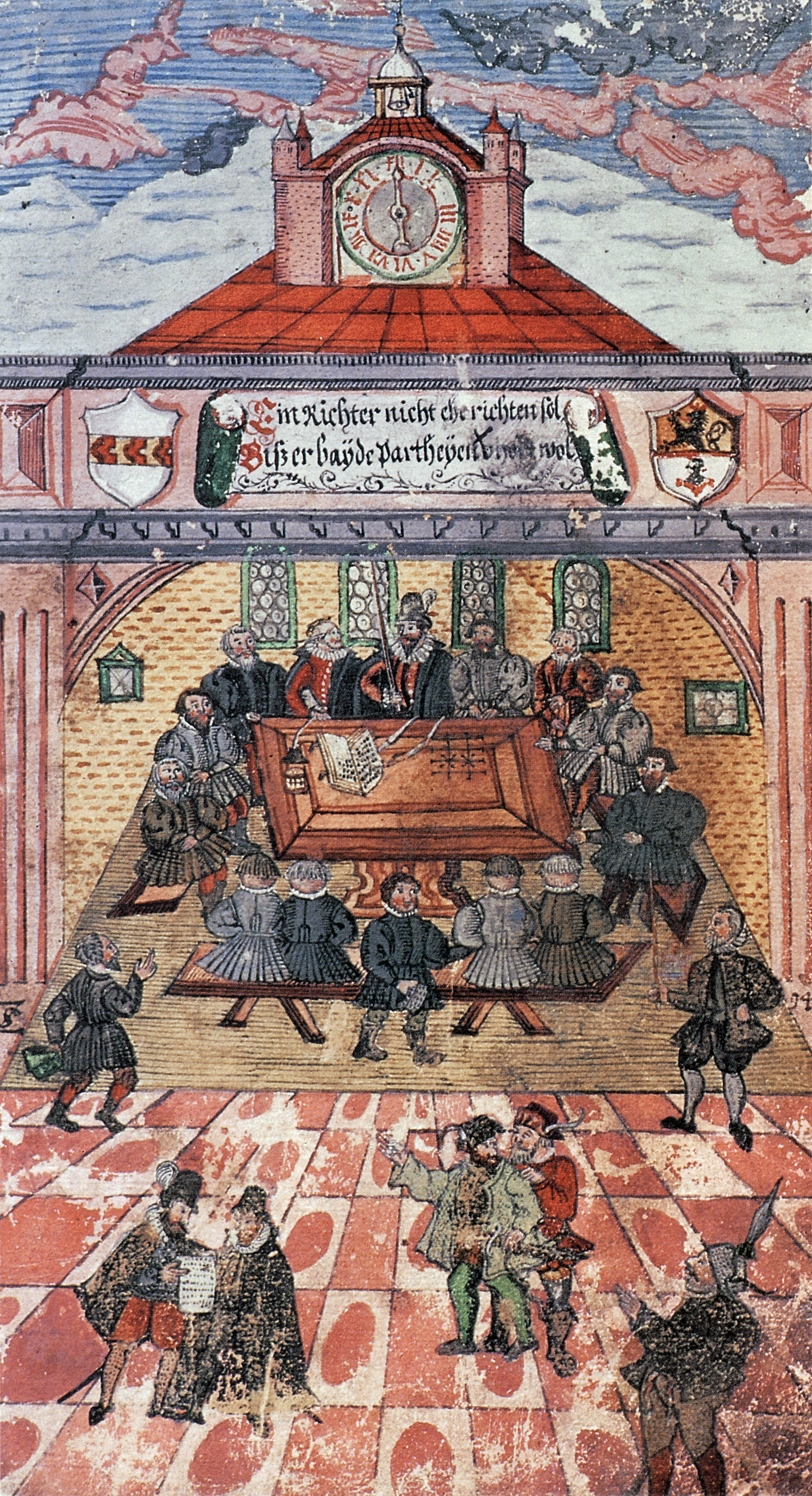
Die Zeichnung aus dem Gerichtsbuch des Vogtes Sebastian Zollner (1589/96) zeigt das Zentgericht in Memmelsdorf (östlich Bambergs) bei einer Verhandlung

Die Heppenheimer fränkische Mark war ein in die Zenten untergliederter Verwaltungsbezirk, der von einem Gaugrafen geleitet wurde. Er zog die Steuern ein, erhielt und verbesserte die Infrastruktur (Straßen, Brücken), übte Polizei- sowie Militärdienste aus und entschied juristische Verfahren. Mit der Übertragung der Funktionen und Rechte auf das Reichskloster wurden diese Strukturen übernommen, wobei nun Klostervögte vom Zentrum Heppenheim aus den Zenten vorstanden. Im 11. Jh. erhielt Konrad von Staufen die erblichen Hochvogteirechte (entspricht den Befugnissen eines Gaugrafen) für die Klosterbesitzungen, und dieser nutzte sie, in Auseinandersetzung mit dem Erzbistum Mainz, zum Aufbau einer kurpfälzischen Machtposition im Rhein-Neckar-Raum mit Heidelberg als Residenzstadt.

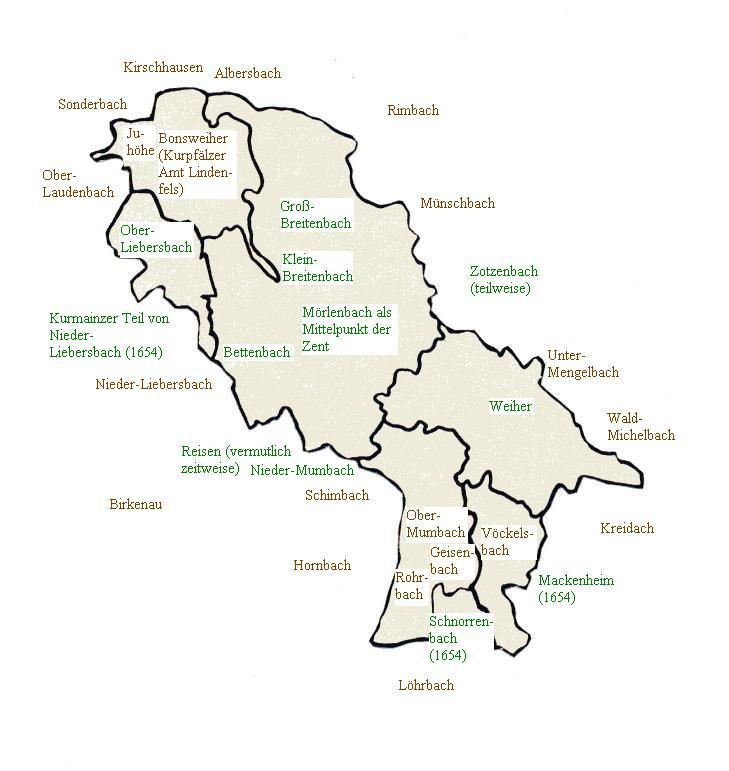
Die Ortsteile der Gemeinde Mörlenbach (gerahmt) im Vergleich zu den Dörfern und Weilern der historischen Zent Mörlenbach (grün)

Mörlenbach war vermutlich bereits um 900 Mittelpunkt einer solchen Zent. Darauf deutet die Erwähnung zusammen mit den großen Gemeinden Heppenheim, Bensheim und Michelstadt im Codex hin. Eine wichtige Aufgabe war die niedere obrigkeitliche Gerechtigkeit. Dabei gab es zwei Stufen: Das Dorfgericht regelte beispielsweise Kontroversen über Wald- und Weidenutzung, Bewässerung, Unterhaltung der Wege und schlichtete nachbarschaftliche Streitigkeiten. Das Zentgericht (im Falle Mörlenbachs eine halbe Zent, da nur mit sechs Schöffen besetzt), das jährlich zweimal in Mörlenbach vom Zentschultheißen einberufen wurde, befasste sich mit den niederen Straftaten. Das hohe Hals-, Blutgericht der Zent Mörlenbach dagegen unterstand dem Zentgrafen und tagte auf dem Landberg bei Heppenheim, auf dessen Richtplatz ein Galgen stand. Hier wurden Ehebruch mit Halseisen und Züchtigung, Brand, Diebstahl, Raub, Notzucht, Ketzerei und Mord mit dem Tod bestraft.
Die Abgrenzung dieses Unterbezirks und seine Aufgaben haben sich allerdings im Lauf der Zeit im Zusammenhang mit Auseinandersetzungen der Regionalmächte verändert: In der Erhebung der von der Zent zu stellenden Truppe für den Landshuter Erbfolgekrieg aus dem Jahr 1504 werden
- Weiher (erstmals 1369 als Wilre),
- Groß-Breitenbach,
- Ober-Liebersbach (877: Lieberesbach),
- Mumbach (vermutlich Nieder-Mumbach)[9] genannt.

Eine Zentbeschreibung von 1654 listet außerdem:
- Klein-Breitenbach (bereits 1369 zusammen mit Mörlenbach und Weiher erwähnt),
- Mackenheim,
- Schnorrenbach und
- den Kurmainzer Teil von Nieder-Liebersbach auf.

In Verbindung mit dokumentierten Rechtskonflikten oder Einzelregelungen kann auch auf die zeitweise Zugehörigkeit von Reisen oder die teilweise Zuordnung von Zotzenbach geschlossen werden. Ob die heutigen Ortsteile Ober-Mumbach, Vöckelsbach und Bonsweiher anfänglich zur Mörlenbacher Zent gehörten, ist nicht mehr festzustellen. Jedenfalls wurden die beiden ersteren um 1600 von der pfälzischen Zent Wald-Michelbach verwaltet.
- Mumbach ist in einer Urkunde aus dem Jahr 1130 (als Munnenbach) Tauschobjekt für ein Grundstück bei Weinheim[15]: Um nach einer juristischen Auseinandersetzung mit dem Kloster Michelstadt (Steinbach) die Burg Windeck wieder aufbauen zu können, musste das Gelände vom Gegner erworben werden, der dafür vom Lorscher Abt das Dorf Mumbach (vermutlich Ober-Mumbach) erhielt. Diese Rechte übertrug der pfälzische Kurfürst 1541 zwei Klöstern auf seinem linksrheinischen Gebiet.
- Rohrbach wird in den Dokumenten als kurmainzisch oder wamboltisch genannt und war mit der Birkenauer Zent verbunden, wobei die Wambolte von Umstadt ein Mainzer Lehen ihrer Vorgänger, der Weinheimer Adelsfamilie Schwendt, übernahmen.[16]
- Vöckelsbachs, 1369 im Kurpfälzer Zinsbuch des Oberamtes Heidelberg Fokkelspach geschrieben[17], Zuordnung ist dagegen nach den erhaltenen Unterlagen kurpfälzisch. Der Weiler zählte wie Ober-Mumbach zur Wald-Michelbacher Zent.
- Bonsweiher (1320 Bantzwilre) kam bereits in der Lorscher Zeit zu Kurpfalz. Diese gab das Hubendorf der Lindenfelser Familie Kreiß als Lehen. Somit gehörte Bonsweiher zur Zent Schlierbach, dem späteren pfälzischen Amt Lindenfels.

## Sozial- und Wirtschaftsstruktur
Wie in den anderen Weschnitztalgemeinden wurden die Mörlenbacher Gehöfte oft von verschiedenen Grundherren verwaltet, teilweise mit unterschiedlichen Zuständigkeiten bezüglich niederer Gerichtsbarkeit, Abgaben, Dienstleistungen und der Zuordnung zu Kirchspielen. Im kurmainzischen Mörlenbach hatte auch die Kurpfalz Güter und war an Abgaben (am Zehnten) beteiligt und im Erbach zugehörenden Rimbach gab es Mainzer Höfe.

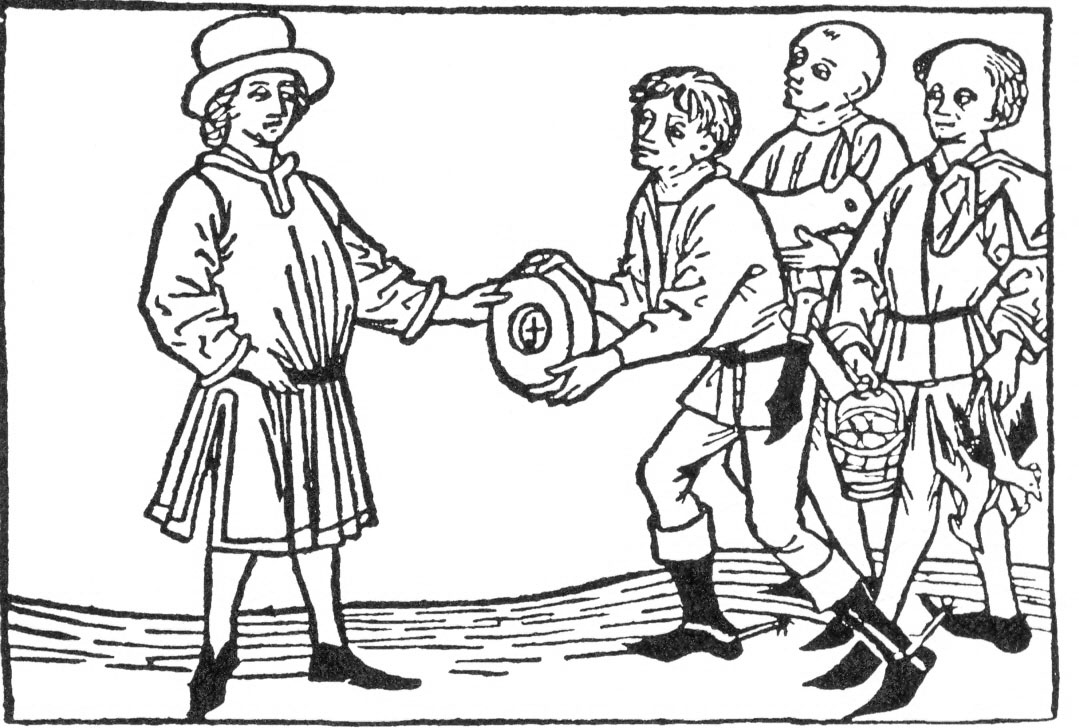
Bauern bringen ihre Abgaben dem Grundherren (Holzschnitt aus dem 15. Jh.)

Diese Besitzzersplitterung, sowohl in der Region wie innerhalb der einzelnen Gemeinden, mit komplizierten rechtlichen Regelungen bezüglich der Steuern sowie anderer Verpflichtungen war eine Folge des fränkischen Feudalsystems: Das Kloster Lorsch, bzw. später die Kurmainzer und Kurpfälzer Grundherren, gaben einzelne Gutshöfe mit Ländereien oder ganze Hubendörfer an meist adlige Lehnsmänner wie den Landschat von Steinach oder die Schenken von Erbach weiter, die ihrerseits wieder als Lehnsherren den Bauern gegenüber auftraten. Auch wechselten die Zuständigkeiten häufig, z. B. bei Verpfändungen, und die Hofbesitzer waren oft bei ihren Abgaben der Ernteerträge bzw. ihren Arbeitseinsätzen (z. B. Fahrdienste) anteilmäßig verschiedenen Herren verpflichtet. In Mörlenbach mussten, nach Dokumenten aus dem 14. bis 17. Jh., Steuern an mehrere Herren gezahlt werden: z. B. an den Erzbischof von Mainz, den Pfalzgrafen, den Grafen von Erbach, die Freiherren von Wambolt in Birkenau, das Kloster Lorsch, an Schloss Lindenfels.
Die Bevölkerung stand zu den Grundherren in unterschiedlichen Rechtsverhältnissen. Die frühen Urkunden nennen nur die dem Grundherrn Kloster Lorsch verpflichteten adligen Lehnsmänner und geben keine Auskunft über die weitere Delegierung an freie oder unfreie Bauern. Ein Hubenverzeichnis für Mörlenbach und umliegende Huben ungefähr aus dem Jahr 900 führt 6 Freihuben und 28 dienstbare Huben auf. Es handelt sich folglich um die für fränkische Gebiete typische ländliche Gesellschafts- und Wirtschaftsstruktur der Villikation: Der adlige Lehnsmann bewirtschaftete selbst oder durch einen Verwalter mit Hilfe von unfreien (leibeigenen) Knechten und Mägden (Gesinde) den Herrenhof (Fronhof mit Salland). Das übrige Land, unterteilt in Hufen, vergab er an Bauern, die es mit ihrer Großfamilie eigenständig bestellten. Als Hörige durften sie das Gehöft aber nicht erwerben und waren wie ihre Kinder an das geliehene Land gebunden (Schollenpflicht). Sie zahlten ihre Abgaben, u. a. mit dem zehnten Teil der agrarischen Produkte (Ernteanteil der Feld- und Gartenfrüchte, Vieh,) und Dienstleistungen für den Fronhof (z. B. Mithilfe auf den Gütern, Bau von Wegen, Kirchen, Befestigungsanlagen), die im Hochmittelalter mit der Auflösung vieler Herrenhöfe zunehmend durch ergänzende Pachtbeträge ersetzt wurden. Erst Anfang des 19. Jhs. änderten sich mit der Bauernbefreiung die Rechtsverhältnisse grundlegend.

## Im Spannungsfeld zwischen Kurpfalz und Kurmainz: Die Befestigungsanlage

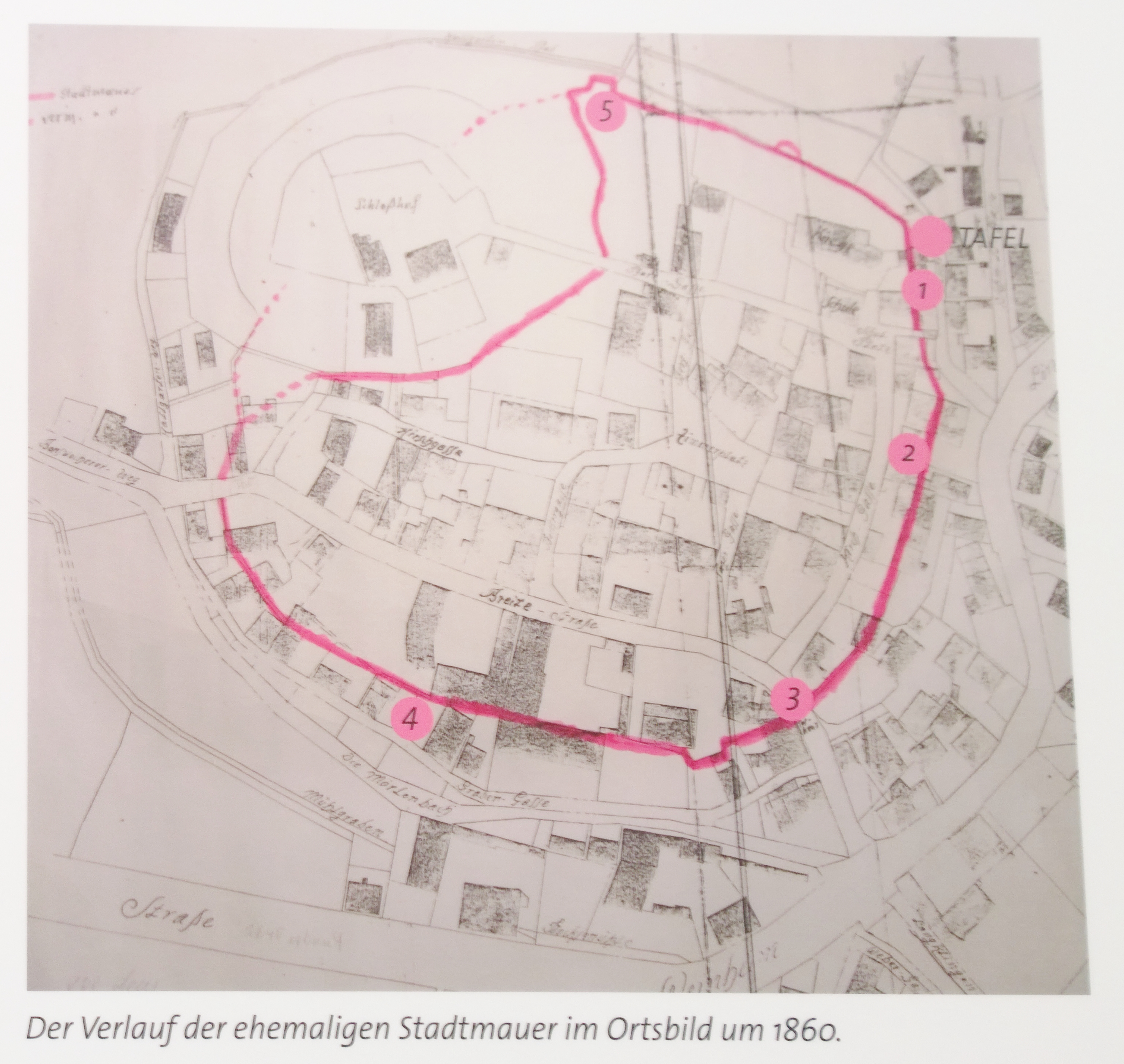
Lage der Burg Mörlenbach und die Befestigungsanlage des Ortes auf einer Kartes von 1860

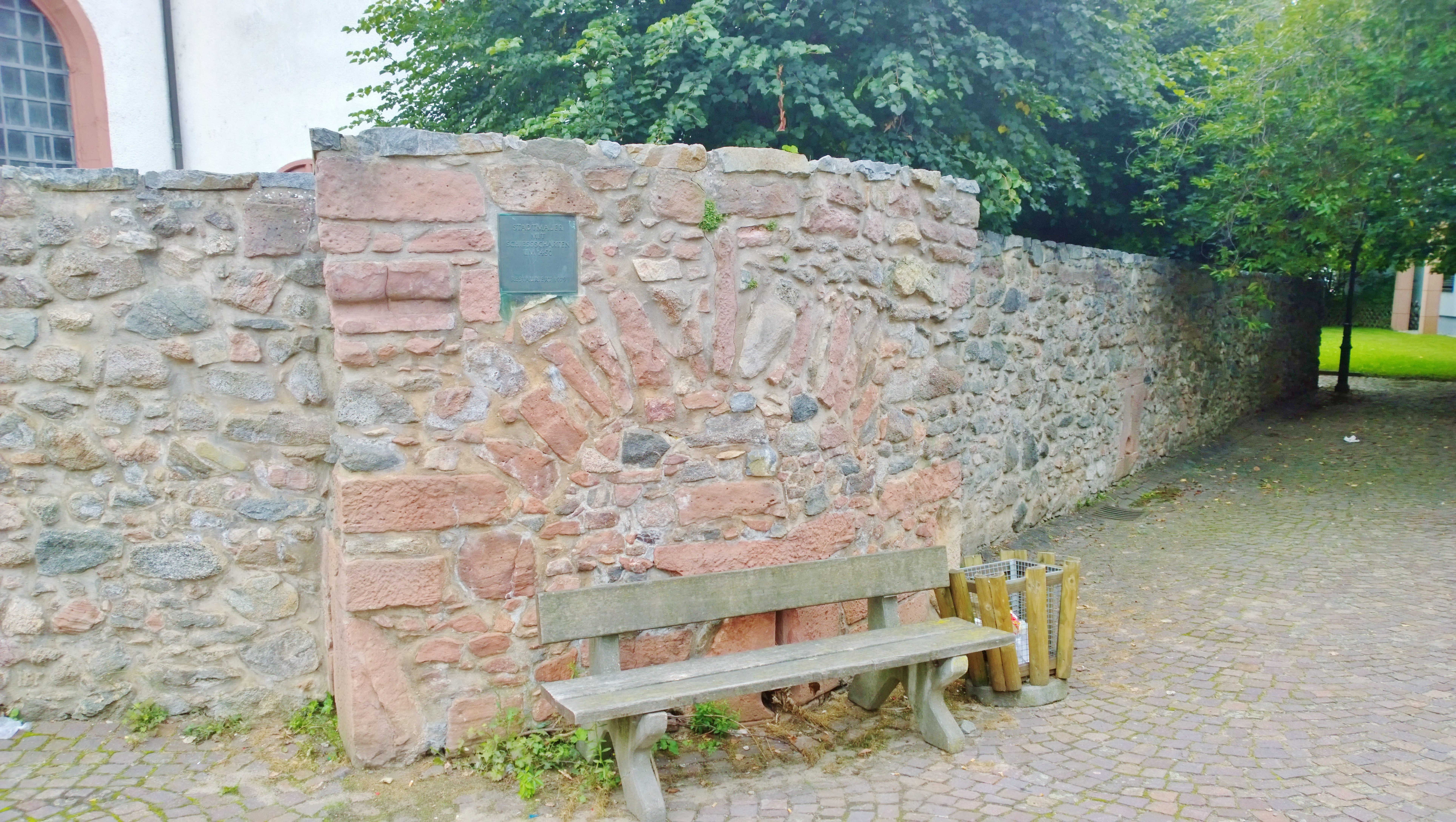
Reste der Stadtmauer mit vermauerter Pforte

1232 erhielten die Erzbischöfe von Mainz den Bezirk des Klosters Lorsch, und 1265 wird erstmals das Amt Starkenburg als Verwaltungseinheit erwähnt, das am Ende der Mainzer Zeit im Jahre 1803 Oberamt Starkenburg heißt. Mit dem Besitzwechsel begannen die mehr als 200 Jahre andauernden Streitigkeiten und kriegerische Auseinandersetzungen mit der Pfalzgrafschaft bei Rhein, welche sich auf die vom Kloster Lorsch erblich verliehenen Vogteirecht berief. Die folgenden Konflikte prägen auch die Mörlenbacher Ortsgeschichte. Durch Schiedssprüche und machtpolitisch verhandelte Vergleiche (1239, 1247, 1329) kam es zur Aufteilung in verschiedene, sowohl bezüglich Mainz als auch Kurpfalz, territorial unzusammenhängende Bezirke mit unterschiedlichen direkten und indirekten Zuordnungen: Die meisten Weschnitztalgemeinden (Fürth, Mörlenbach, Birkenau) und ihre heutigen Ortsteile lagen bis zur gebietlichen Neuordnung Deutschlands 1803 bzw. 1806 auf Kurmainzer Gebiet, allerdings oft mit Unterbrechungen: Mainz verpfändete z. B. unter politischem Druck das Oberamt Starkenburg mit Heppenheim und Mörlenbach zeitweise (1461 bis 1623) an die Pfalz und nutzte die Schwächung der Kurpfälzer im Dreißigjährigen Krieg, um die Gebiete wieder zu übernehmen.
Im Zusammenhang mit dem Kampf um die Vorherrschaft in der Region Bergstraße/Odenwald war Mörlenbach für Mainz von großer strategischer Bedeutung: An der heutigen Straßenführung im Ortskern kann man noch die Befestigungsanlage mit einem ringförmigen Dorfgraben erkennen (Grabengasse, Hallgartenweg). Dazu passen erhaltene Mauerreste an der Kirchgasse hinter der Schlosshofschule und der Kirche entlang bis zum Rathausplatz sowie in der Bonsweiherer Straße (Nr. 6, 10, 16). Vor der Einmündung der Kirchgasse in die Bonsweiherer Straße stand das alte Tor. Diese Relikte stammen aus dem 15. Jh., als Mörlenbach im Spannungsfeld zwischen der Kurmainzer und Kurpfälzer Auseinandersetzung stand und wegen seiner Lage an der Straße zwischen den Kurpfälzer Gebieten Weinheim und Lindenfels, mit Mauer und Graben befestigt, zum kurmainzischen Vorposten ausgebaut wurde. Ein Dokument vom 23. März 1443 verpflichtet den Mörlenbacher Amtmann Walther von Reifenberg, die Bevölkerung mit seinen bewaffneten Reitern sowie den Pforten- und Turmwächtern in ständiger Bereitschaft zu schützen. Dafür erhielt er Bezahlung, z. T. als Lebensmittel, Wohnung im als Schloss bezeichneten Herrenhaus und ein Gartengelände. In ähnlicher Weise wurden die Vorgänger (Hartmut Ulner von Dieburg 1426, Hans von Habern 1433), und Nachfolger (Keller Mertin von Obrigheim 1447, Diether von Mörlenbach 1455, Balthasar Nuwenhuße 1459, Hartmann Beyer von Boppard 1460) mit militärischen, aber keinen finanz- und wirtschaftsverwaltungstechnischen (wie sie dem Amt eines Kellers entsprachen) Aufgaben beauftragt. In einer Urkunde vom 22. Juli 1459 befreite der Erzbischof Diether II. von Isenburg die Bauern von Frondiensten und einigen Abgaben, um sie für die Weiterführung der Befestigungsarbeiten und die Bedachung der Häuser mit Ziegeln, anstelle des leicht brennbaren Strohs, freizustellen. Die angespannte Lage entlud sich schließlich 1460 in einem Gefecht der rivalisierenden Parteien nahe Hemsbach, bei dem der Kurmainzer Burggraf ums Leben kam.
Die strategische Rolle Mörlenbachs veränderte sich jedoch bereits ein Jahr später. Der Erzbischof war wegen Meinungsverschiedenheiten mit dem Vatikan durch Adolf II. von Nassau ersetzt worden. Er verbündete sich nun mit seinem Gegner Friedrich von der Pfalz und bezahlte für dessen Unterstützung mit der Verpfändung des Oberamtes Starkenburg, um das sie kurz vorher gekämpft hatten. Mörlenbach war nun wie die Nachbargemeinden kurpfälzisch (s. Karte von Hessen um 1550) und die Befestung verlor ihre Bedeutung. Nach Schwächung der Pfälzer Machtstellung im Dreißigjährigen Krieg wurde das Pfand 1623 wieder eingelöst und Mörlenbach kehrte mit dem Amt Starkenburg zurück in den Mainzer Besitz.
Als es 1782 zu einer Umstrukturierung der Ämter im Bezirk der Kurmainzer Amtskellerei Heppenheim kam, wurde die Zent Mörlenbach der neu geschaffenen Amtsvogtei Fürth unterstellt und musste ihre Befugnisse weitgehend abgeben. Zwar blieb die Zentordnung mit dem Zentschultheiß formal bestehen, dieser konnte jedoch nur noch die Anordnungen der übergeordneten Behörden (Oberamt Starkenburg, Unteramt Fürth) ausführen.

## Die Bevölkerungsentwicklung bis zum Beginn des 19.Jhs.
Nach einer Zählung gab es im ausgehenden 16. Jh. in Mörlenbach 36, Weiher 15, Ober-Liebersbach 4, Groß-Breitenbach 5, Klein-Breitenbach 5, Mackenheim 5 Höfe und in Nieder-Mumbach einen Hof. Und an dieser Situation änderte sich in den folgenden Jahrhunderten wenig. Bis ins 19. Jh. bestimmte die agrarische Ausrichtung, v. a. der Mörlenbacher Ortsteile, die Wirtschafts- und Lebensweise, das Landschaftsbild sowie die Bevölkerungszahl, wie folgende Tabelle demonstriert:
| 1480 | 1503 | 1566 | 1590 | 1623 | 1626 | 1654  | 1666 | 1682 | 1698 | 1725 | 1803 | 1806 | 1820 |
| 350  | 305  | 350  | 355  | 390  | 395  | (120) | 243  | 250  | 282  | 427  | 592  | 812  | 1093 |

Das Ende der Mörlenbacher Zent steht in Verbindung mit dem des alten deutschen Reiches. Umstrukturierungen und Systemveränderungen, ausgelöst durch die Napoleonischen Kriege, folgten. Die hohen Belastungen (Grundzinsen, Abgaben unterschiedlicher Art, Dienstleistungen) hatten die Bauern nicht motiviert, effektiver zu wirtschaften. So lag entgegen dem System der Dreifelderwirtschaft meist fast die Hälfte der Fläche brach und wurde nur als Weideland genutzt. Erst durch die Veränderung der rechtlichen Stellung der Landbevölkerung in der ersten Hälfte des 19. Jhs. (Bauernbefreiung) waren die nun selbständigen Bauern oder eigenverantwortlichen Pächter an einer Ertragssteigerung und Modernisierung interessiert: Die Brache fiel weg und wurde ersetzt durch den Anbau von Futterpflanzen, das Vieh fütterte man jetzt im Stall. In diesem Zusammenhang ist die Zunahme der Landbevölkerung ab 1806 zu erklären.